# Sa jag adjö när jag kom?
Sa jag adjö när jag kom? (originaltitel: The Goodbye Girl) är en amerikansk romantisk dramakomedifilm från 1977 i regi av Herbert Ross och manus av Neil Simon. Richard Dreyfuss tilldelades en Oscar vid Oscarsgalan 1978 i kategorin bästa manliga huvudroll. Han blev då, som 30-åring, den yngsta mottagaren i den kategorin dittills.

## Rollista i urval
- Richard Dreyfuss – Elliot Garfield
- Marsha Mason – Paula McFadden
- Quinn Cummings – Lucy McFadden
- Paul Benedict – Mark
- Barbara Rhoades – Donna
- Theresa Merritt – Mrs. Crosby
- Michael Shawn – Ronnie
- Patricia Pearcy – Rhonda